# Climacodon roseomaculatus
Climacodon roseomaculatus är en svampart som först beskrevs av Henn. & E. Nyman, och fick sitt nu gällande namn av Jülich 1982. Climacodon roseomaculatus ingår i släktet Climacodon och familjen Phanerochaetaceae.   Inga underarter finns listade i Catalogue of Life.